# Вал (Баварска)
Вал (њем. Waal) град је у њемачкој савезној држави Баварска. Једно је од 45 општинских средишта округа Осталгој. Према процјени из 2010. у граду је живјело 2.218 становника. Посједује регионалну шифру (AGS) 9777177.

## Географски и демографски подаци
Вал се налази у савезној држави Баварска у округу Осталгој. Град се налази на надморској висини од 635 метара. Површина општине износи 27,9 km². У самом граду је, према процјени из 2010. године, живјело 2.218 становника. Просјечна густина становништва износи 79 становника/km².